# Eugène Vadeboncœur
Onésime Eugène Vadeboncœur (né le 5 septembre 1859 à Louiseville, Canada-Est, Province du Canada) est le premier joueur de baseball québécois à avoir évolué dans les Ligues majeures.
Vadeboncœur a disputé quatre parties en 1884 avec les Quakers de Philadelphie, frappant trois coups sûrs pour une moyenne au bâton de ,214 avec trois points produits et un point marqué. Il évoluait à la position de receveur.